# Alfonso Bassave
Alfonso Bassave, vero nome Alfonso Vázquez López  (Madrid, 29 dicembre 1979), è un attore spagnolo.

## Filmografia

### Cinema
- Dieta mediterranea, regia di Joaquín Oristrell (2009)
- There Be Dragons - Un santo nella tempesta (There Be Dragons), regia di Roland Joffé (2011)
- Presentimientos, regia di Santiago Tabernero (2014)
- The Rendezvous - Profezia mortale, regia di Amin Matalqa (2016)
- Che Dio ci perdoni, regia di Rodrigo Sorogoyen (2016)
- Sin ti no puedo, regia di Chus Gutiérrez (2022)
- El favor, regia di Juana Macías (2023)

### Televisione
- Paso adelante - serie TV, 13 episodi (2002)
- Caterina e le sue figlie 2 - serie TV, 6 episodi (2007)
- Hispania, la leyenda - serie TV, 20 episodi (2010-2012)
- Grand Hotel - Intrighi e passioni (Gran Hotel) – serial TV, 6 episodi (2012-2013)
- Per sempre (Amar es para siempre) - soap opera, 279 episodi (2013-2014)
- Carlos, Rey Emperador - serie TV, 17 episodi (2015-2016)
- Estoy vivo - serie TV, 52 episodi (2017-2021)
- Antidisturbios - serie TV, 6 episodi (2020)
- Fuerza de paz - serie TV, 8 episodi (2021)
- El inmortal - serie TV, un episodio (2022)